# Polinomis de Racah

Gràfica 3D dels polinomis de Racah

En matemàtiques, els polinomis de Racah són polinomis ortogonals anomenats així en honor del matemàtic i físic israelià-italià Giulio Racah (1909-1965), ja que les seves relacions d'ortogonalitat equivalen a les relacions d'ortogonalitat dels coeficients de Racah.
Els polinomis de Racah van ser definits per primer cop per Wilson (1978) i es defineixen per
{\displaystyle p_{n}(x(x+\gamma +\delta +1))={}_{4}F_{3}\left[{\begin{matrix}-n&n+\alpha +\beta +1&-x&x+\gamma +\delta +1\\\alpha +1&\gamma +1&\beta +\delta +1\\\end{matrix}};1\right].}
Askey & Wilson (1979) va introduir els polinomis q-Racah definits en termes de funcions hipergeomètriques bàsiques per
{\displaystyle p_{n}(q^{-x}+q^{x+1}cd;a,b,c,d;q)={}_{4}\phi _{3}\left[{\begin{matrix}q^{-n}&abq^{n+1}&q^{-x}&q^{x+1}cd\\aq&bdq&cq\\\end{matrix}};q;q\right].}
De vegades es defineixen amb canvis de variables com
{\displaystyle W_{n}(x;a,b,c,N;q)={}_{4}\phi _{3}\left[{\begin{matrix}q^{-n}&abq^{n+1}&q^{-x}&cq^{x-n}\\aq&bcq&q^{-N}\\\end{matrix}};q;q\right].}

## Límits
Polinomi de Racah → Polinomi de Hahn
{\displaystyle \lim _{\delta \to \infty }R_{n}(\lambda (x);-N-1,\delta )=Q_{n}(x;\alpha ,\beta ,N)}
Polinomi de Racah → Polinomi doble de Hahn
{\displaystyle \lim _{\beta \to \infty }R_{n}(\lambda (x);-N-1,\beta ,\gamma ,\delta )=R_{n}(\lambda (x);\gamma ,\delta ,N)}